# Ału Ałchanow

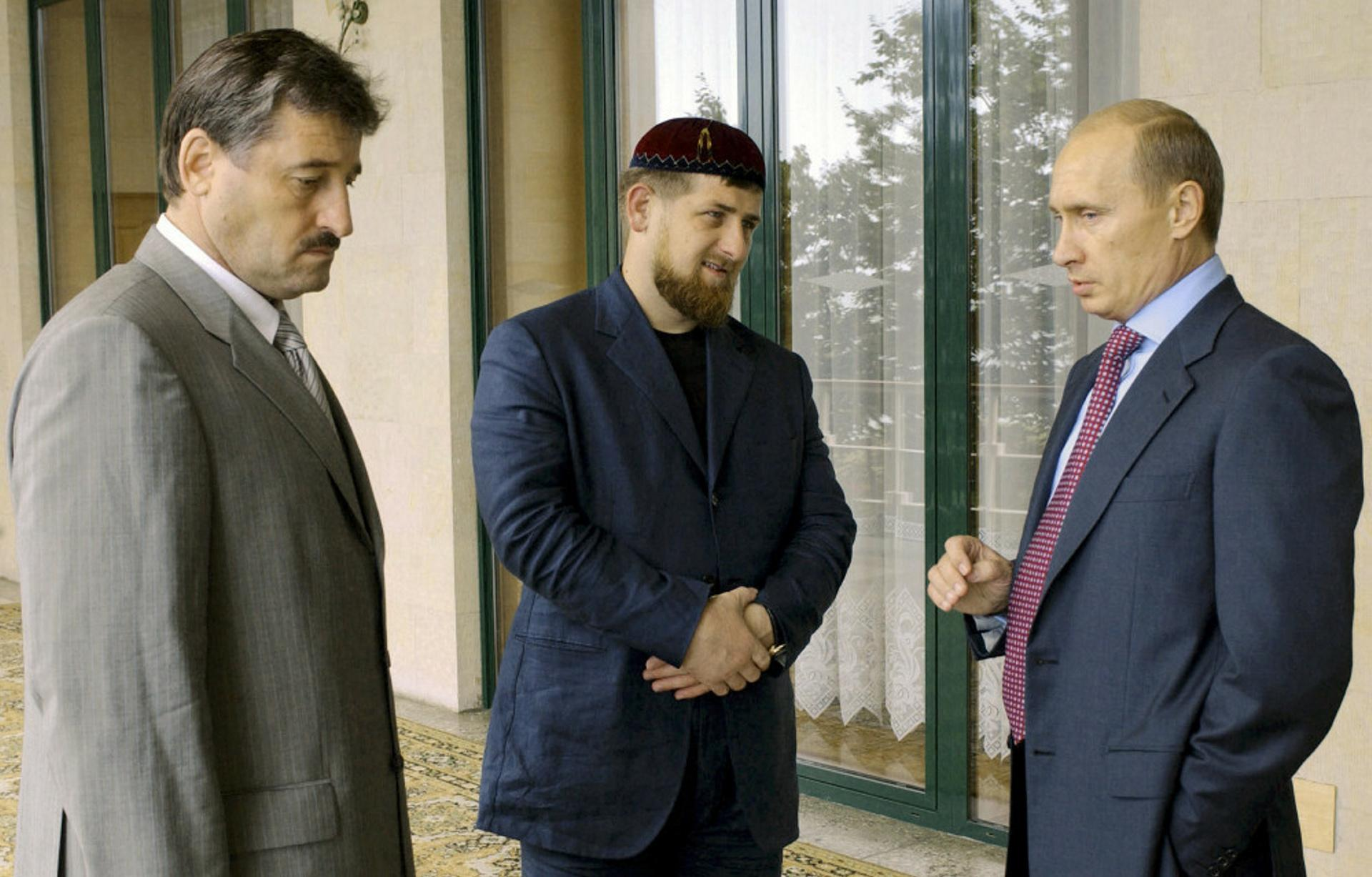
Z Ramzanem Kadyrowem i Władimirem Putinem, 2004

Ału Dadaszewicz Ałchanow (ros. Алу Дадашевич Алханов; ur. 20 stycznia 1957 w Kirowskim) – czeczeński i rosyjski polityk, prezydent Czeczenii w latach 2004–2007.

## Życiorys
Po ukończeniu szkoły w 1975 roku został powołany do Armii Radzieckiej. W 1977 wstąpił do milicji, kończąc w 1979 roku mohylewską szkołę milicji, a w 1994 wyższą szkołę milicyjną w Rostowie nad Donem. Prawie całe swoje dorosłe życie spędził pracując w rosyjskiej milicji. Zajmował różne stanowiska w ministerstwach spraw wewnętrznych republik Północnego Kaukazu, w latach 80. także w Czeczeńsko-Inguskiej ASRR.
Współpracował z Rosjanami w czasie pierwszej wojny czeczeńskiej (1994–1996), kiedy był dowódcą milicji kolejowej w Groznym – w sierpniu 1996 w czasie ataku oddziałów dowodzonych przez Szamila Basajewa bronił dworca w Groznym przed szturmem separatystów. Po opuszczeniu Czeczenii pracował w milicji w obwodzie rostowskim. Wrócił do Czeczenii w 2000 roku, po objęciu władzy przez prorosyjskiego Achmada Kadyrowa. Zorganizował milicję kolejową, a w kwietniu 2003 objął stanowisko ministra spraw wewnętrznych Republiki Czeczeńskiej.
W wyborach prezydenckich 29 sierpnia 2004 według oficjalnych wyników otrzymał 73,67% głosów przy niemal 85% frekwencji. Czeczeńscy separatyści podają w wątpliwość uczciwy przebieg wyborów i kwestionują wysokość stwierdzonej oficjalnie frekwencji. 5 października 2004 został zaprzysiężony jako prezydent republiki. Departament Stanu USA i Helsińska Fundacja Praw Człowieka zakwestionowały legalność wyników jego wyboru. 15 lutego 2007 roku podał się do dymisji z funkcji prezydenta Czeczenii i tego samego dnia został mianowany wiceministrem sprawiedliwości Federacji Rosyjskiej.
Członek partia Jedna Rosja od 2005 roku. Posiada stopień generała lejtnanta milicji. Kandydat nauk prawniczych.
Mistrz w judo. Jest żonaty, ma troje dzieci.

## Odznaczenia
- Order „Za zasługi dla Ojczyzny” III[5] i IV klasy[6]
- Order Aleksandra Newskiego[7]
- Order Męstwa
- Order Honoru[8]
- Medal „Za Odwagę”